# Fête du double neuf
Cette page contient des caractères spéciaux ou non latins. S’ils s’affichent mal (▯, ?, etc.), consultez la page d’aide Unicode.

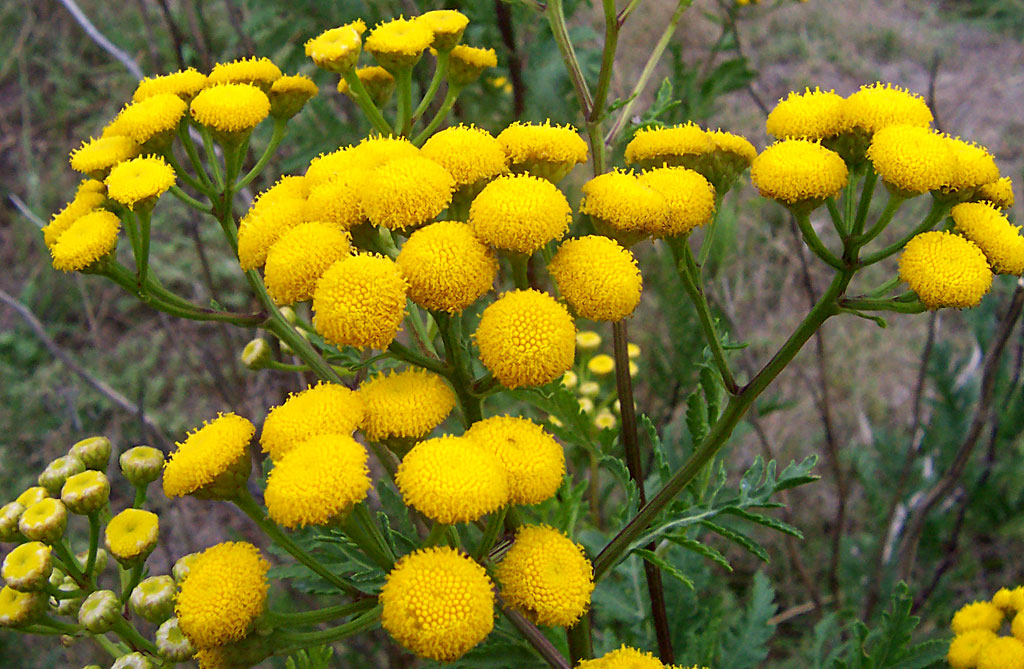
chrysanthèmes

De son nom chinois  Fête du double  yang (chinois simplifié : 重阳节 ; chinois traditionnel : 重陽節 ; pinyin : Chóngyángjié ; litt. « fête de la répétition du yang ») car neuf est un chiffre yang (阳 / 陽, yáng), la Fête du double neuf a des origines assez obscures et très discutées. C'est la fête du neuvième jour de la neuvième lune, soit la dernière lunaison de l'automne. Elle est mentionnée dans des écrits de l'époque des Han occidentaux décrivant la vie dans Chang'an, la capitale. On peut reconnaître dans ses rites actuels une fonction de protection contre les calamités et un certain rapport avec les ancêtres (visite des tombes dans certaines régions).
L'activité principale du jour (登高, dēng gāo), qui consiste à grimper sur une hauteur pour y pique-niquer, est censée reproduire une action ayant autrefois sauvé la vie à un groupe de gens. Il existe plusieurs versions de l'histoire  différant par  l'identité des personnages et le type de calamité évitée. Sont associés à cette excursion l'absorption prophylactique de vin de chrysanthème (菊花酒, júhuājiǔ), justement en pleine floraison, ainsi que le cornouiller officinal (山茱萸, zhūyú) aux vertus apotropaïques.
Peut-être est-ce parce que les collines sont souvent choisies comme lieu de sépulture que ce jour-là, dans certaines régions, on visite et nettoie les tombes des ancêtres comme au jour de la fête de Qing ming.
Ce lien avec  les tombes ancestrales et le fait que le chiffre neuf (九, pinyin : jiǔ), homonyme de longtemps (久, pinyin : jiǔ), soit un symbole de longévité ont fait désigner officiellement la Fête du double neuf comme « Journée de la personne âgée ».
D'autres activités qui tirent parti des caractéristiques saisonnières enrichissent la fête : jeu de cerfs-volants car le vent est souvent fort à cette période, ou  contemplation de chrysanthèmes.
Un gâteau cuit à la vapeur (重阳糕 / 重陽糕, chóngyáng gāo, « gâteau de Chongyang ») contenant des châtaignes, des pignons de pin et autres graines et fruits secs, décoré d'un drapeau en papier, est également au menu de la journée. Comme tous ses homologues des fêtes chinoises, ce gao (糕, gāo, « gâteau ») par son homonymie avec gao (chinois : 高 ; pinyin : gāo ; litt. « haut ») représente un souhait de développement et de prospérité.
Contrairement aux autres grandes fêtes (Nouvel An chinois, Fête des lanternes, Fête des bateaux dragons, Fête de la mi-automne) qui sont restées généralement populaires, la Fête du double neuf est de nos jours très inégalement observée. Néanmoins, son existence et les coutumes qui y sont associées  continuent d'être enseignées aux jeunes générations à travers les cours de civilisation du programme des écoles primaires.